# 松山短期大学
松山短期大学（まつやまたんきだいがく、英語: Matsuyama Junior College）は、愛媛県松山市文京町4-2に本部を置く日本の私立大学。1952年創立、1952年大学設置。大学の略称は松短。

## 概観

### 大学全体
- 愛媛県松山市に所在する日本の私立短期大学で、設置主体は学校法人松山大学。
- 夜間部1学科で入学定員100名体制で1952年に開学[1][注 1]。以後、学科数や設置学科、収容定員には変更はなし。

### 建学の精神
- 松山短期大学の建学の精神は「校訓三実」…「真実」・「実用」・「忠実」である[2]。

### 教育および研究
- 松山短期大学には商科が設置されている。「経営管理論」・「貿易実務」などの経営学関係科目や「経済史」・「社会経済学入門」・「財政学」などの経済学関係科目のほか「憲法」や「政治学原論」などの法律学関係科目もある。情報処理教育や実践的教育が重視されている。午後6時からの始業で9時15分の終業となっている。

### 学風および特色
- 松山短期大学は、昼間勤労する傍らで学問を志す人々を対象に設立されたことから現在でも夜間課程のみ設置されている。松山大学内にあるため、大学との交流が盛んである。教員は松山大学との兼任者も多い。現在、四国にある私立短期大学の中では唯一、夜間のみの課程を開設している。近年では稀にみる通学課程での勤労学生がいる短大となっているものの、現在ではほとんどの学生は勤労学生ではない[3]。在学時、また卒業後一定期間内において国家資格など特定の資格を取得していれば奨励金が支給されるという資格取得奨励制度がある。

## 沿革
- 1949年
  - 10月 文部省[注釈 1]に短期大学[注 2]の設置認可に関する申請を以下の通り行う[注 3]。
    - 商学科 入学定員120名
- 1950年 設置が認可されず、申請を見送る[注 4]
- 1951年
  - 10月 文部省[注釈 1]に短期大学[注 5]の設置認可に関する再申請を以下の通り行う[11]。
    - 商業科
- 1952年
  - 3月5日 左記を以て文部省[注 6]より短期大学の設置が認可される[注 7]。商業科→商科に改める。
  - 4月1日 松山商科大学短期大学部が以下の学科体制にて開学する[14]。
    -       - 商科二部[注 8]

  - 4月12日 短期大学の開学式及び入学式が挙行される[15]
- 1989年
  - 4月1日 左記を以て松山短期大学に改称[16][17][注 10]。

歴代学長
- 開学時から2004年3月まで、松山大学の学長が短期大学学長も兼任していた。
- 八木功治（2004年〜2009年）元松山大学副学長兼短期大学長
- 清野良榮（2009年〜2015年）
- 上杉志朗（2015年〜2018年）
- 溝上達也（2018年〜）（松山大学学長）

## 基礎データ

### 定員
- 一学年の定員は100名である。指定校推薦入試のほか、一般入学試験により選抜される。

### 所在地
- 文京キャンパス（愛媛県松山市文京町4-2、北緯33度51分3.5秒 東経132度46分7秒）
- 御幸キャンパス（愛媛県松山市御幸1-513-1、北緯33度51分21.5秒 東経132度46分2秒）
- 久万ノ台キャンパス（愛媛県松山市久万ノ台507、北緯33度51分48.7秒 東経132度44分15.1秒）
- 樋又キャンパス（愛媛県松山市道後樋又5、北緯33度51分7.3秒 東経132度46分13.9秒）南海放送旧社屋跡
- 西宮温山記念会館（兵庫県西宮市甲子園口1丁目、北緯34度44分13秒 東経135度22分38.8秒）
- 松山大学東京オフィス（MTO）（東京都中央区銀座8-2-1 ニッタビル6階、北緯35度40分12.1秒 東経139度45分35秒）
- キャンパスは大学と併用する。

### 交通アクセス
- JR予讃線松山駅より伊予鉄道城北線に乗り換え、鉄砲町停留場か清水町停留場で下車。両駅から徒歩で約5分。

## 学生生活

### 部活動・クラブ活動・サークル活動
- 松山短期大学のクラブ活動には、バスケットボール・バドミントン・テニス・フェンシング・バレーなどがある。フェンシングは2009年4月開設された。特にテニス、バドミントン、バレー部などは過去に全国大会に出場し、2015年には、テニス男子団体戦およびダブルス準優勝の好成績を残している。また、松山大学のクラブ・サークル活動に所属できる。

### 学園祭
- 松山短期大学の学園祭は松山大学と合同で行われている。

### スポーツ
- 第50回全国私立短期大学体育大会でテニス（男子）が団体戦で準優勝、ダブルスで準優勝の成績を修めた。

## 大学関係者と組織
卒業生は、学校法人松山大学の同窓会温山会の会員となる。

### 大学関係者一覧

#### 出身者
- 井上和久：政治家[19]

## 施設

### キャンパス
- 図書館、学生食堂ほか、体育館、PC室を含め、講義室や、保健室など、松山大学内にあるので、同じ施設を使用。

## 対外関係

### 他大学との単位互換協定
- 松山大学
- 放送大学
- 松山東雲女子大学
- 松山東雲短期大学
- 愛媛大学
- 聖カタリナ大学
- 聖カタリナ大学短期大学部

### 系列校
- 松山大学

## 社会との関わり

### 卒業後の進路について

#### 就職について
- 一般企業や官公庁などへ就職している人もみられる。

#### 編入学・進学実績
- 系列の松山大学文系学部（経済、経営、人文、法）のほか愛媛大学（法文学部夜間主コース）・京都産業大学（以上2015年実施された編入学試験合格の実績あり）・大阪経済大学・甲子園大学・高松大学などがある。